# 民主進歩党 (タンザニア)
民主進歩党（みんしゅしんぽとう、Chama cha Demokrasia na Maendeleo、英：Party for Democracy and Progress、略称：CHADEMA）は、タンザニアの保守政党。国際民主同盟に加盟している。
2000年タンザニア国民議会（269議席）総選挙では、4議席を獲得した。
2005年12月14日実施された総選挙 Tanzanian elections, 2005では、同党は5議席を獲得し、大統領選挙では、公認候補のフリーマン・ムボウエ Freeman Mboweが5.88パーセントを獲得し候補者10人中、3位につけた。